# Парк екологічної чутливості «Антоніс Тріціс»
Парк екологічної обізнаності Антоніса Тріціса — громадський парк, вважається одним з найбільших парків Греції. Розташований в межах муніципалітету Іліон в західній частині Афін. Заснований 1832 року місцевими жителями. Ім'я парк отримав на честь колишнього мера міста Афіни Антоніса Тріціса.

## Історія заснування
У 1832 році власником території, на якій розміщується парк, був Іоанніс Лефакіс. Тоді маєток мав площу 300 акрів. У травні 1838 року Лефакіс продав маєток англійцям Джону Вільямсу та Джорджу Майлзу, засадили територію садами та виноградниками. У 1840 році Майлз продав свою частку Вільямсу, той, у свою чергу, 1848 року продав землі Дімітріосу Контакісу. У вересні 1848 року маєток викупила королівська родина, яка також купила землі навколо загальною площею 2,5 тис. акрів. Впорядкування площ продовжувалося до 1856 року. Постановою Других національних зборів від 3 липня 1863 року палаци та королівські сади оголосили національною власністю. З 1868 року на сади претендували нащадки королівської родини, які згодом погодилися на грошову компенсацію.